# Blue Magic (serie animata)
Blue Magic (青いブリンク?, Aoi Burinku, lett. "Ammiccamento blu"), nota anche come Blue Blink, è una serie anime di genere fantastico di 39 episodi da 25 minuti l'uno creata da Osamu Tezuka e trasmessa in Giappone dal 7 aprile 1989 al 16 marzo 1990 sulla rete televisiva NHK. In Italia è andata in onda nei primi anni novanta su RAI 1 all'interno del programma per ragazzi Big!.
Fu l'ultimo lavoro di Osamu Tezuka, che morì durante la realizzazione dell'anime, il 9 febbraio 1989. Sebbene egli avesse avuto il tempo di scrivere solo i soggetti dei primi cinque episodi, lo studio riuscì tuttavia a completare la serie secondo i suoi progetti e desideri. Tezuka trasse la sua ispirazione da un classico film d'animazione russo, Il cavallino gobbettino, che aveva visto più volte e dal quale era rimasto particolarmente affascinato.

## Trama
Brunello (Kakeru in originale) è un ragazzino dall'indole di sognatore. Mentre è in viaggio per raggiungere suo padre Francesco, scrittore di storie fantastiche per l'infanzia, si perde e viene sorpreso da un temporale. Scorge allora, all'interno di un fulmine, uno strano essere, che cade giù dal cielo in un grande lago. Quando raggiunge suo padre, si accorge che si tratta di un puledrino blu simile alla creatura chiamata la figlia di Pegaso in uno dei racconti fantastici del padre. Prendendosene cura con suo padre, Brunello scopre che l'animale si nutre di elettricità. 
Successivamente, una gigantesca giumenta capace di volare ed emettere fulmini attacca Brunello: si tratta della madre del puledrino, convinta che il ragazzo l'abbia rapito. Quest'ultimo, però, interviene in favore del suo amico umano, rivelando il suo nome (Magic) e la sua capacità di parlare: come segno di gratitudine, gli promette che in caso di bisogno accorrerà in suo aiuto se Brunello chiamerà per tre volte il suo nome. Nel frattempo Francesco è rapito dagli uomini dell'Imperatore Nero, un personaggio uscito anch'egli dalle sue storie fantastiche. Brunello parte così per un mondo parallelo alla ricerca del padre assieme a Magic, a Tomba, guidatore di un autobus in grado di passare tra i due mondi, ai due sciocchi ladri Ettore e Nestore e alla principessa Kimara, una capricciosa monella che si mette a seguire il protagonista per scoprire il mondo.
Alla fine del loro viaggio, Brunello e Magic incontrano l'Imperatore Nero e scoprono la sua vera identità: si tratta dello stesso Francesco, il padre del ragazzo che voleva mostrare a suo figlio come si può viaggiare attraverso un libro. Brunello torna allora nel mondo reale e dice addio a Magic.

## Doppiaggio originale
- Masako Nozawa: Brunello, Magic
- Miki Itou: Principessa Kimara
- Ai Orikasa: Giulia
- Gorō Naya: Francesco
- Katsuya Kobayashi: Tomba
- Kei Tomiyama: Ettore
- Kenichi Ogata: Nestore
- Mari Mashiba: Imperatore Nero
- Saori Tsuchiya: Magic
- Satoko Yasunaga: Madre di Magic
- Shō Hayami : Principe Horo
- You Yoshimura : Satch
- Yuriko Fuchizaki: Principe Charaku